# 作田啓一
作田 啓一（さくた けいいち、1922年1月31日 - 2016年3月15日）は、日本の社会学者。京都大学名誉教授。元日本社会学会会長。第31回（平成24年度）京都府文化賞特別功労賞。京都帝大教授・満州建国大学副総長だった経済学者の作田荘一の長男。妻は作家の折目博子。

## 人物
山口県山口市に生まれる。関西学院大学卒、1948年（昭和23年）京都帝国大学文学部哲学科を卒業し、西京大学（現：京都府立大学）助教授を経て1959年（昭和34年）京都大学教養部助教授、1966年（昭和41年）教授。1985年定年退官、京都大学名誉教授となる。1985年から1995年まで甲南女子大学教授を務め、人間学としての社会学を追求した。

### 『恥の文化再考』『価値の社会学』
『恥の文化再考』（1967年）では、戦後の日本で広く受け容れられたルース・ベネディクトの「西欧社会は罪の文化、日本社会は恥の文化」という比較論に対し、稲作による地域共同体や幕藩体制以降の社会構造の特色から、日本人には外部の視線を気にする「恥」だけでなく、弱さの自覚から生まれる内面的な「羞恥」という特性があるとして、西欧的価値観に立った分析に反論し脚光を浴びた。一方、『価値の社会学』（1972年）では、人間の社会的行動は実利の次元だけでなく価値（理念）の次元においてもとらえうるとし、その後の社会学の方向を決定づけた。

### ルソー研究から〈生成の社会学へ〉
京都大学人文科学研究所での「文学理論の研究」（桑原武夫班長）、「第二次ルソー研究」（同）、「プルードン研究」（河野健二班長）に参加、自らも「文学社会学研究会」を主宰し、「文学からの社会学」をめざした共同研究を進める。1980年発行の『ジャン‐ジャック・ルソー』では、自己の内面の探求を社会変革行動へと発展させたルソーの思想と行動を精神分析や行為理論から鋭く分析し、高い評価を得ている。また、近代小説から近代社会に生きる人間の行為や感情の深層を学ぼうとする立場を明確にし、文芸社会学／文学社会学の新しい道を開いた。
『生成の社会学をめざして』（1993年）以降、「生成の社会学」ないしは「生成の人間学」を標榜する。集団組織に参加しようとする「社会我」、自己の現状を超えてゆこうとする「独立我」、自然や人間あるいは宗教・芸術・スポーツなどをつうじて外界に溶け込んでゆく「超個体我」という自我の3相から人間をとらえようとする試みは、社会我と独立我のみを扱うこれまでの人間研究の射程を広げる理論枠組を構成したものである。

### 同人誌『Becoming』
最近では特に、人間の生活には、活動する「昼（明・生）の世界」と休息する「夜（暗・死）の世界」の両面があるにもかかわらず、合理性で説明しうる昼の世界だけに研究対象を限定する従来の社会学の一面性には欠落があると指摘するとともに、生成の社会学のヴァリアントとして「夜の世界」を視野に入れた広義の社会学の可能性を提唱した。一例として、今日頻発している無差別殺人などについての考察が挙げられる。
1998年から、同人誌『Becoming』を年2回発行。ラカン、レヴィナス、デリダなど現代思想の成果を積極的に取り入れ、人間を深層から動かす非合理的な力や超個体性の次元をめぐって人間学的探求を深めた。また、専門分野を越え自由に議論する研究会（「分身の会」）を独自に続けた。社会学、哲学、文学、精神分析の諸分野にわたり、精力的に総合的な人間知を追求する氏が、学術の進展に果した功績は極めて顕著である（第31回京都府文化賞特別功労賞受賞における紹介文を参照）。

## 著書

### 単著
- 『恥の文化再考』（筑摩書房, 1967年、新版1976年）
- 『価値の社会学』（岩波書店, 1972年／岩波モダンクラシックス, 2001年／ちくま学芸文庫, 2024年）
- 『深層社会の点描』（筑摩書房, 1973年）
- 『ジャン-ジャック・ルソー――市民と個人』（人文書院, 1980年）
  - 『増補 ルソー――市民と個人』（筑摩書房［筑摩叢書］, 1992年）
  - 『ルソー――市民と個人』（白水社［白水Uブックス］, 2010年）
- 『個人主義の運命――近代小説と社会学』（岩波新書 黄版, 1981年）
- 『デュルケーム　人類の知的遺産57』（講談社, 1983年）
- 『ドストエフスキーの世界』（筑摩書房, 1988年）
- 『仮構の感動――人間学の探求』（筑摩書房, 1990年）
- 『生成の社会学をめざして――価値観と性格』（有斐閣, 1993年）
- 『三次元の人間――生成の思想を語る』（行路社, 1995年）
- 『一語の辞典　個人』（三省堂, 1996年）
- 『生の欲動――神経症から倒錯へ』（みすず書房, 2003年）
- 『現実界の探偵 ─ 文学と犯罪』（白水社, 2012年）

### 『Becoming』（BC出版）所収論文
- 「酒鬼薔薇君の欲動」『Becoming』1（⇒「酒鬼薔薇少年の欲動『生の欲動――神経症から倒錯へ』所収）：独りで行った供犠の向こう側に、彼は何を求めていたのか。
- 「孤独論」『Becoming』1：人間は本性上社会的存在であると見る通説へのひとつのアンチ・テーゼ。デュルケームの『自殺論』を読み直す。
- 「フェリーニの『道』」『Becoming』2。（⇒ 『生の欲動――神経症から倒錯へ』所収）：ジェルソミーナの無辜 (innocence) について。
- 「フロイト－ラカンによる昇華概念の検討」『Becoming』2：欲動の運動の終局に現実的他者（母）が象徴的父のもとへ到来する。
- 「超社会化の存在論的基底」『Becoming』3：ベルクソンとフロイトの接点を見いだし、社会化論の限界を明らかにする。
- 「ジョイスとシュレーバー――ラカンによる精神病へのアプローチ」『Becoming』4。（⇒ 『生の欲動――神経症から倒錯へ』所収）：ボロメオの結び目の図形にもとづいて、2つの精神病の特徴を明らかにする。
- 「悪の類型論――ラカン－ジジェクによる」『Becoming』5。（⇒ 『生の欲動――神経症から倒錯へ』所収）：現実界、象徴界、想像界の崩れたバランスの中に悪の発生源を見る。
- 「真の自己と2人の大他者――ラカンとレヴィナスが交わる点」『Becoming』6。（⇒ 『生の欲動――神経症から倒錯へ』所収）：ラカンとレヴィナスにおける大他者像を対照させることで、大他者との出会いにより真の自己が形成されるという、超社会化論へ向かう。
- 「倒錯としてのいじめ」『Becoming』7。（⇒ 『生の欲動――神経症から倒錯へ』所収）：いじめのサディズムの蔓延の中に倒錯の時代の到来を見る。周辺人の排斥というシステム論的説明の限界を指摘。
- 「ロマン主義・倒錯・アノミー」『Becoming』8。（⇒ 『生の欲動――神経症から倒錯へ』所収）：ロマン主義の思想の検討をつうじて、社会学的概念であるアノミーの中に、精神分析の言う倒錯を見いだす。
- 「ナルシシズムという倒錯」『Becoming』9。（⇒ 『生の欲動――神経症から倒錯へ』所収）：ナルシシストは価値体系を否認して理想自我に魅入られる。
- 「愛の深層――ラカン－ジジェクを通して」『Becoming』10。（⇒ 『生の欲動――神経症から倒錯へ』所収）：現実界に根ざす愛の特徴を明らかにし、この観点からレヴィナス、エリス、竹田の説を取り上げる。
- 「空虚感からの脱出――豊川市主婦刺殺事件の少年」『Becoming』11。（⇒ 『生の欲動――神経症から倒錯へ』所収）：動機なき殺人の一事例の分析。この少年をアスペルガー症候群とする診断に疑問をいだく本論は、今日広がっている制度と感情のずれに照明を当てる。
- 「直接性の倫理――ベルクソンそしてバディウとジジェク」『Becoming』12：与えられた選択肢間の選択ではなく、選択するかしないかの選択に倫理を見いだす思想。
- 「無意味と空虚――ボロメオ結びからの発想」『Becoming』13：近代化に伴い広がった無意味感（ニヒリズム）に対処する教説として、予定説、永遠回帰説をとりあげる。さらに現代に広がる空虚感とそれに対処する思想についても言及する。
- 「ラカンを通してのニーチェ――A.ジュパンチッチ The Shortest Shadow を読む」『Becoming』14：ニーチェの哲学とラカンの分析理論との間には思いのほか共通性がある。力への意志と限りのない欲望、など。本論はこの斬新なアプローチの紹介。
- 「生の横溢と鬱屈――ニーチェ－シェーラーのルサンティマン論をめぐって」『Becoming』15：弱者への同情をすべてルサンティマンとみなすことはできない。シェーラーのこのニーチェ批判を通し、愛の2形態を、ラカンの言う欲望と欲動とに対応させる。
- 「羞恥論」『Becoming』16：しばしば恥の中に含まれてしまう羞恥の概念を確立する試み。恥は社会的劣位の露呈から生じるのに対し、羞恥はその劣位とはかかわりなく、主体の固有の自己の露呈から生じる。サルトル、シェーラーなどの羞恥論の検討を経て太宰治の事例に及ぶ。
- 「島尾敏雄・不安の文学」『Becoming』17（⇒ 『現実界の探偵――文学と犯罪』所収）：高名となった『死の棘』でこの作家は病んだ妻への絶対的な自己放棄を描いた。近代的自我を主張することの困難は、突然襲来する「不気味なもの」への不安と通底している。ラカン理論を手掛かりにした島尾文学の読解。
- 「究極の他者について」『Becoming』18：究極の他者は、象徴化から洩れ落ちた現実界に根をおろす。脆弱者、逸脱者、神秘家など。これらのイメージはアガンベンやドゥルーズ－ガタリの枠組の中にも対応物をもつ。
- 「武田泰淳――他者との遭遇」『Becoming』19（⇒ 『現実界の探偵――文学と犯罪』所収）：この人ほど戦場・戦後の体験が作品を書く動機づけとなった作家は珍しい。それはこの体験が自己中心的な世界の外に在る他者の体験であったからだ。彼は自律的であるとされる主体が他者により操られるという認識により、超近代的な作家となりえた。
- 「純粋な赦しを巡って」『Becoming』20：無条件の赦しは可能か。不可能だ。だがそれなしには不純な赦しも実現しない（デリダ）。純粋な赦しには純粋な正義が対応する。本論は純粋な赦しの底に苦悩の共有を見る。
- 「夢野久作――現実界の探偵」『Becoming』21（⇒ 『現実界の探偵――文学と犯罪』所収）：『ドグラ・マグラ』で知られる夢野の魅力は無意識の探求にある。それは予感、分身など時空軸上のトラブルにかかわる。しかし彼はその内的経験を反西欧のイデオロギーへと移し替えた。
- 「報復・正義・赦し」『Becoming』22：報復から正義の裁きに至る刑事的制裁の進化の過程は、その裁きの母胎の共同体そのものを裁く点まで到達する。その地点で正義は赦しに向かって開かれる。これが攻撃性の昇華である。
- 「殺人禁止の掟とその効力」『Becoming』23（⇒ 『現実界の探偵――文学と犯罪』所収）：近代前期から後期へ移るに従い、殺人禁止の掟の効力が更に弱まることを、ラカンの「言説」式を用いて表すと共に、動機なき殺人の実験型（『罪と罰』）とアノミー型を導出する。
- 「不特定多数を狙う犯罪」『Becoming』24（⇒ 『現実界の探偵――文学と犯罪』所収）：ここ10年間、不特定多数を狙う秋葉原事件に類する事件が5件発生している。その背景には階層的地位が人間のすべてであるとする 社会の一次元的価値観がある。犯行はこの社会への怨恨から始まり、その価値の覆いを人間から剥奪しようとする破壊で終わる。
- 「文学的感動と幻想」『Becoming』25：『カラマーゾフの兄弟』の中の1つの夢を手掛かりにフォースターは人物の広がりについて論じている。人物はその自我の外に出ることで広がる。本論はその観点から幻想の2タイプを区別する。
- ：ルソーが自然の性向として仮定した自己愛と憐憫が、ドストエフスキーとニーチェにおいてどう展開されているか。この3人はデビュー当時の準拠集団への訣別という共通性をもつ。本論はドストエフスキーまで。
- 「自己愛と憐憫――ルソー、ドストエフスキー、ニーチェ（続）」『Becoming』27：時としてニーチェはエゴイズムを称揚した思想家であると言われているが、じつは力への愛を主張していたのだ。有機物に入り込んだ力は強者と弱者とを分化させる。力の流れは円環運動する方向と垂直下降する方向とに分かれる。この観点から存在の感情（永遠回帰の体験）やルサンチマンを 位置づける。
- 「対象不特定の報復」『Becoming』28（⇒ 『現実界の探偵――文学と犯罪』所収）：秋葉原通り魔事件に見られるような不特定多数を狙う一連の事件の動機の1つに、承認の欲求を無視した社会への怨恨が見いだされる。このような場合、犠牲者とは的をしぼり切れなかったために拡散する報復の宛先にすぎない。本論は、この種の報復の観点から、児童虐待を、そしてパリ郊外の若者の暴動を検討している。
- 「「存在の感情」と憐憫」『Becoming』29：本論は2つの自我概念を検討したあと、ニーチェふうの自我の休息時に生じる「存在の感情」（ルソー）の一側面として、憐憫を位置づけている。続いて憐憫が、R.ローティの議論との照合において、社会統合の基礎となる可能性を見る。
- 「日本近代文学に見られる自我の放棄――伊藤整の枠組に従って」『Becoming』30（⇒ 亀山佳明編『記憶とリアルのゆくえ――文学社会学の試み』所収）：今日、自我の評価をめぐり意見が分かれているが、この観点から伊藤整の昭和20年代の仕事である私小説論が検討されている。彼は西洋風の発想法による本格小説を高く評価する一方、日本風のそれによる私小説にも強い共感を示す。
- 「日本近代文学に見られる自我の放棄（続）――リアルの現れる場所」『Becoming』31（⇒ 亀山佳明編『記憶とリアルのゆくえ――文学社会学の試み』所収）：「集団力学的認識」と「死または無による認識」という2つの発想法による作品において、それぞれリアルが現れる場所が異な る。前者では諸項目間の隙間にナッシングが、後者では現象の底にサムシングが現れる。梶井、太宰、漱石、古井由吉等様々の作品を用いての検討。
- 「チェーホフ――絶望と希望の文学」『Becoming』32：本論は I「絶望的な環境」 と II「絶望する主体」 の2部から成る。Iではチェーホフの描いた1880～90年代のロシヤの現実を農民、都市生活者など5つに区分して記述。IIではそれに対応して絶望しているチェーホフの主要作品を分析する。しかし、その環境のせいだけとは言えないメタフィジカルな彼の絶望の原因を、筆者はその宿痾に苦しんだ作家の死の強迫の中に見いだす。その観点から従来謎とされてきたサハリン旅行の動機を、一種のカタルシス説によって説明している。最後に、その絶望にもかかわらず抱かれていた希望は、作家の未来からの視線による、との解釈が示される。
- 「漱石における夜の思想――「夢十夜」と「坑夫」を巡って I」『Becoming』33：「夢十夜」を解読するために、筆者は「夜の思想」という概念を提唱する。それぞれの夜における他界（死）の現れ方とそれの作中人物の受けとめ方を分析した石原千秋の論をたどり、他界の外部性と夢幻性に立ち会う。
- 「漱石における夜の思想――「夢十夜」と「坑夫」を巡って II」『Becoming』34：自殺願望をもつ主人公の銅山入山から下山までのいきさつが書かれた「坑夫」を、夜の思想の観点から読み通す。死への親近性からくる主人公の放心を背景にして、雲の中を歩くがごとくに描かれた入山場面の景色は、一幅の動く絵画のように幻想的で美しい。

### 共著
- （新堂粧子）「超近代の学をめざして」『ソシオロジ』62号（2016年10月）

### 共編著
- （多田道太郎・津金沢聡広）『マンガの主人公』（至誠堂, 1965年）
- （古田光・生松敬三）『近代日本社会思想史』（有斐閣, 1968年）
- （中野卓・浜島朗）『教材社会学』（有斐閣, 1968年）
- （日高六郎）『社会学のすすめ』（筑摩書房, 1968年）
- （富永茂樹）『自尊と懐疑――文芸社会学をめざして』（筑摩書房, 1984年）
- （井上俊）『命題コレクション社会学』（筑摩書房, 1986年）
- （木田元・亀山佳明・矢野智司）『人間学命題集』（新曜社, 1998年）
- （鶴見俊輔）『欲動を考える』（編集グループSURE, 2006）

### 訳書
- T・パーソンズ, E・A・シルス編『行為の総合理論をめざして』（日評新社, 1960年）
- エーリヒ・フロム『希望の革命――技術の人間化をめざして』（紀伊国屋書店,1969年）
- F・L・K・シュー『比較文明社会論――クラン・カスト・クラブ・家元』（培風館, 1971年）
- エーリヒ・フロム『破壊――人間性の解剖（上・下）』（紀伊國屋書店, 1975年）
- ルソー『社会契約論』（白水社, 「全集」1979年、新版2010年ほか）

### 作田啓一に関する研究
- 織田年和「解説」作田啓一『増補 ルソー――市民と個人』（筑摩書房, 1992年）
- 小丸超「作田社会学研究序説――生成の社会学の生成過程」『龍谷大学大学院研究紀要 社会学・社会福祉学』13（2006年）
- 亀山佳明「真の自己と大他者 作田啓一『真の自己と大他者』」井上俊・伊藤公雄編『社会学ベーシックス1 自己・他者・関係』（世界思想社, 2008年）
- 奥村隆「共同体の外に立つ—―『日本の社会学を英語で伝える』ことをめぐる試論」『社会学史研究』37号』（日本社会学史学会, 2015年）
- 佐藤裕亮「作田啓一における『羞恥』概念の検討――連帯のための切断へ」『立教比較文明学紀要』15（2015年）,「作田啓一における“分裂”」『ソシオロジ』196号（2019年10月）
- 岡崎宏樹「文学からの社会学――作田啓一の理論と方法」亀山佳明編『記憶とリアルのゆくえ――文学社会学の試み』（新曜社, 2016年）
- 奥村隆編『作田啓一 vs. 見田宗介』（弘文堂, 2016年）：9編のうち作田を論じた論考は、奥村隆「作田啓一 vs.見田宗介――「日本の社会学」を研究する」、出口剛司「戦後社会の生成と価値の社会学――作田啓一における「近代の超克」とその社会学的展開」、片上平二郎「「移行期」の思想――作田啓一と見田宗介の「個人」への問い」、小形道正「事件を描くとき――〈外〉からの疎外と内なる〈外〉」、鈴木洋仁「作田啓一／見田宗介の初期著作における「価値」――「一九六〇年代の理論社会学」をめぐる知識社会学」、岡崎宏樹「〈リアル〉の探求――作田啓一の生成の思想」、奥村隆「反転と残余――ふたつの「自我の社会学におけるふたつのラディカリズム」。
- 佐藤裕亮『作田啓一の文学／社会学――捨て犬たちの生、儚い希望』（晃洋書房，2022年）
- 岡崎宏樹『作田啓一――生成の社会学』（京都大学学術出版会, 2024年）